# Clyde De Vinna
Clyde De Vinna (Sedalia, 13 de julho de 1890 – 26 de julho de 1953) é um diretor de fotografia estadunidense. Venceu o Oscar de melhor fotografia na edição de 1931 por White Shadows in the South Seas.